# Johann Jacob von Weingarten

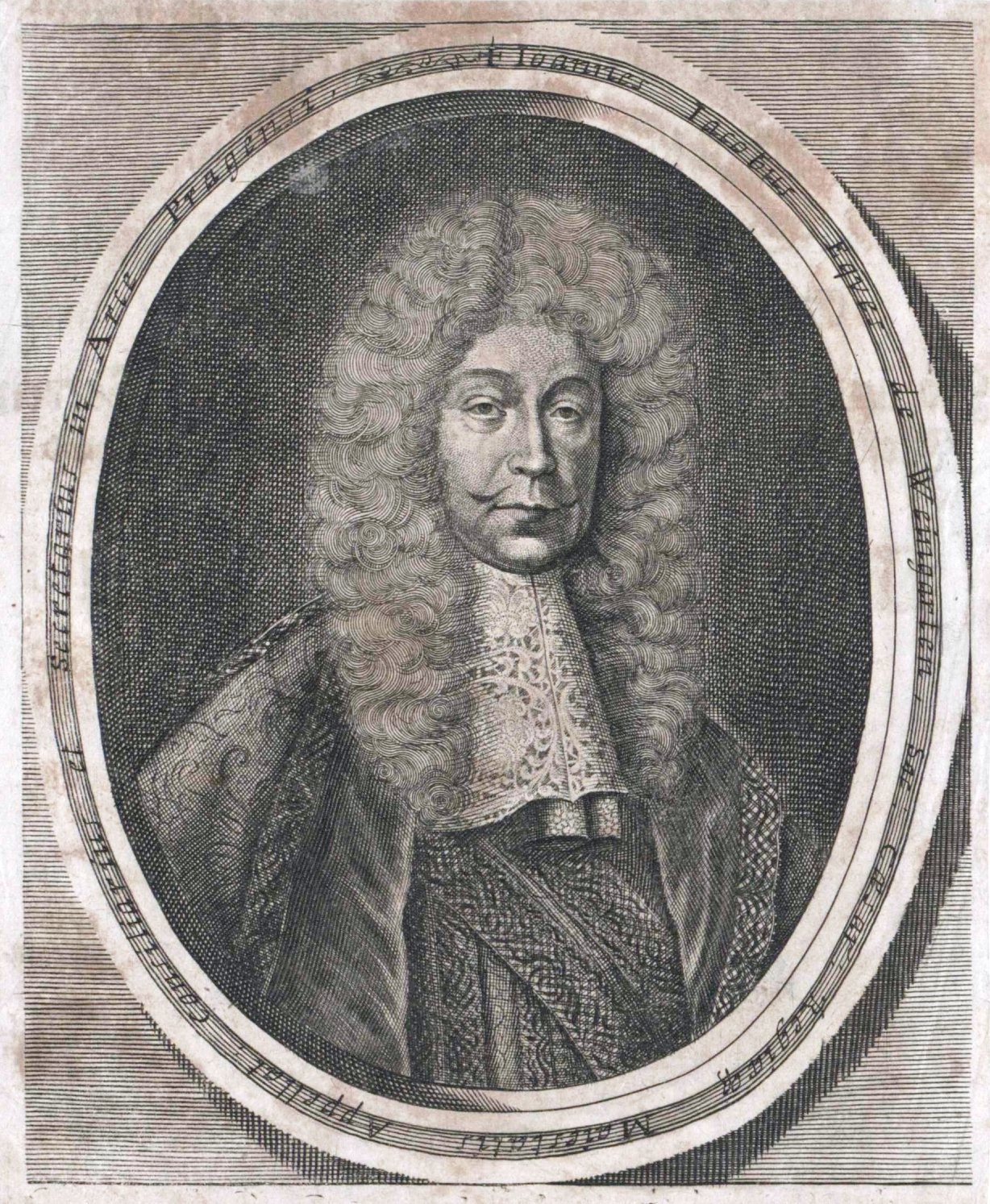
Johann Jacob von Weingarten

Johann Jacob von Weingarten (* 1629 in Komotau; † 16. Oktober 1701 in Prag) war ein böhmischer Jurist.

## Leben
Johann Jacob von Weingarten studierte in Prag Jura. 1666 wurde er zum zweiten Syndikus der Prager Kleinseite gewählt, elf Jahre später wurde er dort erster Syndikus und Rat. Ein Jahr später wurde er deutscher Sekretär beim Appellationsgericht auf der Prager Burg. 1689 wurde er zum Titularrat ernannt. Ab 1693 war er wirklicher Appellationsrat.
1681 wurde er von Kaiser Leopold I. in den Adelsstand erhoben.

## Schriften (Auswahl)
- Möglichster Kurtze nach verfasster Teutscher Auszug von Böhmischen Stadt-Rechten. Prag 1668
- Vindemia judicialis oder üblicher Rechtsproceß im Königreich Böhmen. Prag 1669
- Kurtz begriffener Außzug der Verneuerten Lands-Ordnung. Prag 1670 (Digitalisat)
- Fürstenspiegel oder Monarchia des hochlöblichen Erzhauses Oesterreich. Prag 1673 (Digitalisat)
- Speculum civium oder Bürgerspiegel. Prag 1690
- Codex Ferdinandeo-Leopoldinus. Prag 1701 (Digitalisat)